# Skeistein

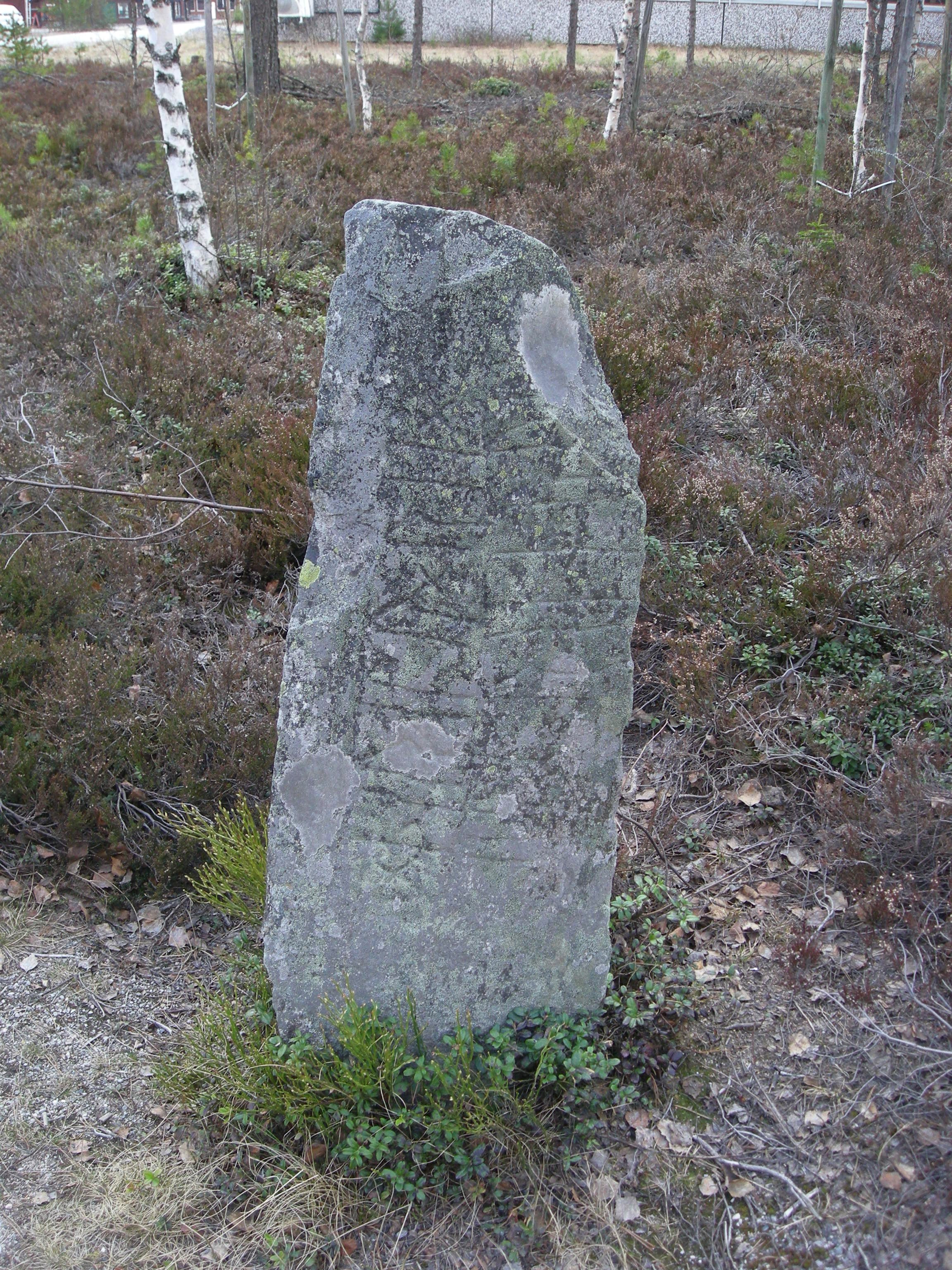
Der Skeistein

Der Skeistein (auch Skeidstein oder Overskeidstein genannt) ist ein etwa einen Meter hoher, schlanker, weißer Runenstein. Er steht am Fylkesvei 355 am Industriegebiet Molandsmoen in Fyresdal im Fylke Telemark in Norwegen.
Früher gab es vier Steine, die ein Quadrat bildeten. Heute sind noch zwei davon erhalten. Am Ort, den sie markierten, versammelte sich die Bevölkerung bis ins 18. Jahrhundert am „Overskeiddag“, einem wichtigen Tag im Herbst, an dem Pferderennen und andere Wettbewerbe, die auf vorchristlichen Traditionen fußten, stattfanden. Die Steine dienten beim Rennen wohl als Wendemarken.

## Inschrift
Die Runen auf dem Stein stammen aus dem im 12. Jahrhundert und bildet folgenden Text:
þorolv rit saskal raþa ru(nar) er l(e)r stirebs.
Auf Altnordisch bedeutet dies: þorolfr reit sà skal ràda runar, er lèr stìgreips.
Im modernen Norwegisch bedeutet es: Torolv skrev. Den skal råde (disse) runer, som låner stigbøyle (til en annen), was ins Deutsche übersetzt ungefähr folgendes bedeutet: Torolv schrieb. Den sollen (diese) Runen beraten, der (einem anderen) die Steigbügel leiht.
Die Inschrift ist für uns heute fast unverständlich, hat aber den Klang einer gesetzlichen Bestimmung, und Interpretationen sind mit den Worten Verbot und Strafe verbunden. Der Text weist vermutlich auf die Regeln für die Durchführung der jährlichen Wettläufe und Hengstkämpfe hin.

## Historischer Hintergrund
Overskeid stammt vom nordischen Skeið mit der Bedeutung Rennstrecke oder Pferderennen. Die älteste Quelle, die Hengstkämpfe darstellt, ist ein Runenstein aus Uppland von etwa 500 n. Chr. Rennen und Hengstkämpfe sind auch Thema nordischer Sagen, die im Mittelalter geschrieben wurden, aber von Traditionen berichten, die in die frühe Eisenzeit zurückreichen. Archäologische Forschungen der letzten Jahre haben gezeigt, dass Hengstspiele und Rennen ein integraler Bestandteil der aristokratischen Pferdehaltung waren. Im Zusammenhang mit den Hengstkämpfen fanden wahrscheinlich auch Pferdeopfer an die nordischen Götter Thor, Odin, Frey und Freya statt. Freys Pferd trägt den Namen Blóðughófi. Der Name bedeutet „blutige Hufe“ und kann auf Hengstkämpfe anspielen.